# Рей (Зоряні війни)
Рей (англ. Rey), також відома як Рей Скайвокер (англ. Rey Skywalker) — вигаданий персонаж зі всесвіту Зоряних війн і головна героїня трилогії сиквелів. Роль Рей Скайвокер у фільмах «Зоряні війни: Пробудження Сили», «Зоряні війни: Останні джедаї» і  «Зоряні війни: Скайвокер. Сходження» зіграла Дейзі Рідлі.
Рей з'являється як сміттярка, яку залишили на планеті Джаку в дитинстві. Згодом вона бере участь у конфлікті Опору з Першим Орденом. Могутня із Силою, Рей готується стати джедаєм під керівництвом Люка Скайвокера та генерала Леї, і стикається з противниками, такими як Верховний вождь Сноук, Кайло Рен та клон імператора Палпатіна; останній виявляється її дідом. Пізніше Рей приймає прізвище "Скайвокер" на честь своїх наставників та сімейної спадщини.
Сприйняття персонажа та гри Рідлі були дуже позитивними. Рідлі отримала кілька нагород за свою гру в ролі Рей, включаючи дві номінації на премію Сатурн.

## Біографія
Батьком Рей був дефективний клон Дарта Сідіуса, куди владика ситхів планував переселитися для продовження життя. Щодо матері практично нічого не відомо. Після загибелі при вибусі другої «Зірки Смерті» Сідіус переселився в інше тіло. Проте воно повільно руйнувалося від присутності духа Дарта Сідіуса, тож владика ситхів розшукував клона та Рей, аби поглинути їхню силу задля омолодження.
Батьки покинули Рей на пустельній планеті Джакку, аби Сідіус не зміг її знайти. Вона сподівалася, що колись батьки повернуться за нею. Рей вивчала мистецтво виживання, заробляючи на хліб збиранням брухту, та не знала про ситуацію, яка склалася в Галактиці.
Її життя різко змінилося, коли вона зустріла астромеханічного дроїда BB-8. Дівчина запропонувала підтримку новому другові. Згодом Рей натрапила на Фінна, колишнього штурмовика Верховного Порядку, який, разом з По Дамероном, намагався втекти від ворога. Тікаючи з планети на знайденому «Тисячолітньому соколі», вони зіткнулися з Ханом Соло і Чубаккою. Разом вони планують дістатися до штабу Руху опору. Після атаки Верховного Порядку на планеті Такодана, Рей захопили і переправили до основної бази — Старкіллера. Під час допиту Рей опиралася Силі Кайло Рена і виявила, що вона також володіє нею. Завдяки їй Рей вдалося втекти і воз'єднатися з Фінном, Ханом та Чубаккою, які прийшли її врятувати. Вона стала свідком вбивства Хана його сином. Після перемоги Кайло Рена над Фінном у двобої, Рей взяла світловий меч і почала свій бій з ним. Завдяки Силі, їй вдалося перемогти Рена, але через деякий час обоє були розділені тріщиною, утвореною внаслідок атаки Опору на Старкіллер. Разом з Фінном і Чубаккою, дівчина втекла з планети на «Тисячолітньому соколі». Поки Рух опору на Д'Кварі святкував перемогу, Лея, Чубакка та Рей оплакували смерть Хана. Несподівано, R2-D2 вийшов зі сплячого режиму і показав відсутню частину карти Галактики, яка дозволила Рей знайти Люка Скайвокера на далекій планеті.